# Rudolf Prohazka

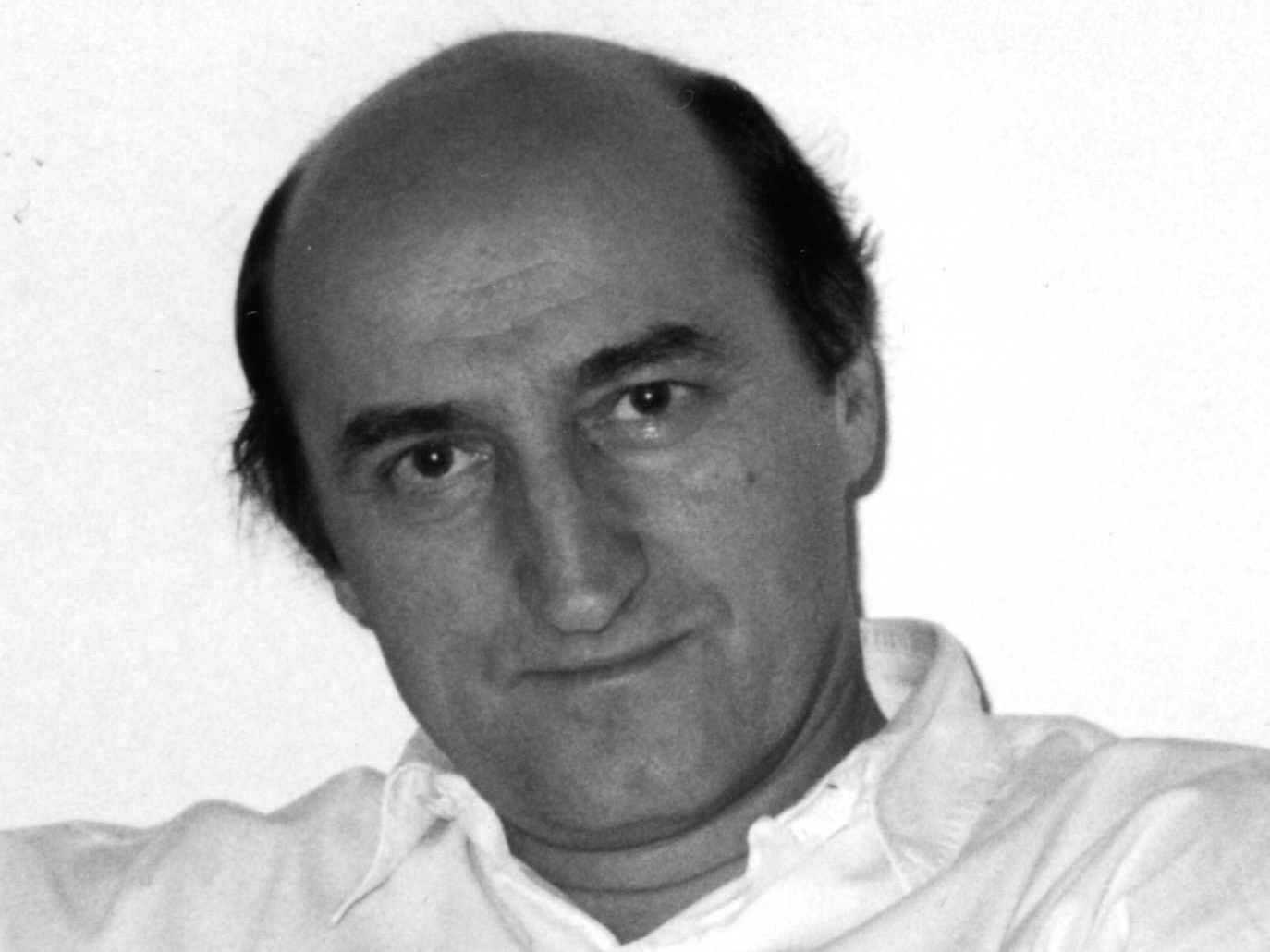
Rudolf Prohazka

Rudolf Prohazka (* 6. September 1947 in Ortmann, Niederösterreich; † 4. November 2011 in Marrakesch, Marokko) war ein österreichischer Architekt.

## Leben
Rudolf Prohazka studierte von 1967 bis 1973 Architektur an der Technischen Hochschule in Wien. Das Diplom absolvierte er bei Karl Schwanzer. Von 1970 bis 1978 arbeitet er im Architekturbüro von Ernst Hiesmayr. 1978 legte er die Ziviltechnikerprüfung ab und erwarb die Befugnis als Architekt. Er war als freischaffender Architekt in Wien tätig. Von 1992 bis 1994 war Rudolf Prohazka Mitglied des Fachbeirates Feldkirch. 2011 wurde er als Lektor für Hochbau an die Technische Universität Wien berufen.

## Werk
Im Architekturbüro von Ernst Hiesmayr arbeitete er unter anderem am Projekt Juridicum in allen Phasen mit.
Zu Beginn seiner Selbständigkeit standen Kleinhäuser und Designaufträge, sowie weiterhin eine projektbezogene Arbeitsgemeinschaft mit Ernst Hiesmayr, ab 1986 mit Beteiligung an nationalen und internationalen Wettbewerben – 1987–1990 Zweistufiger internationaler Architektenwettbewerb „Messepalast Wien“ (Museumsquartier Wien) und 1989 Internationaler Wettbewerb „Landeshauptstadt St. Pölten“.
Die Bauten im öffentlichen Raum wurden nach gewonnenen Wettbewerben realisiert: Tourismushaus Bregenz (1995–1998), Wohn- und Geschäftshaus Perfektastraße (1996–1999), redesign DIANA – Generalsanierung IBM-Gebäude am Wiener Donaukanal (1999–2001), Aula der Wissenschaften für die Österreichische Akademie der Wissenschaften (2000–2006) – Galerie der Forschung, Alte Aula.

## Projekte und Realisierungen

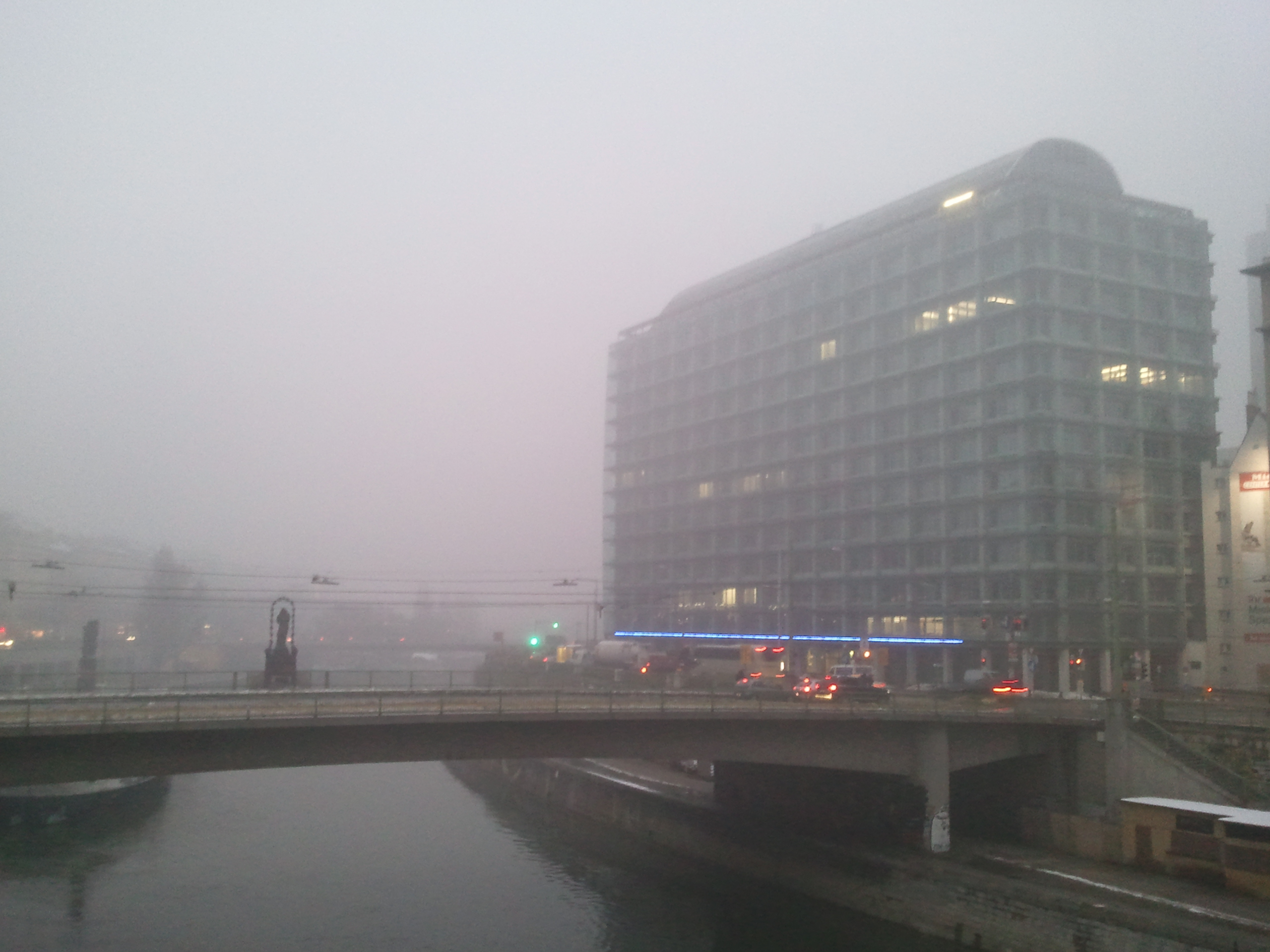
IBM-Gebäude am Wiener Donaukanal

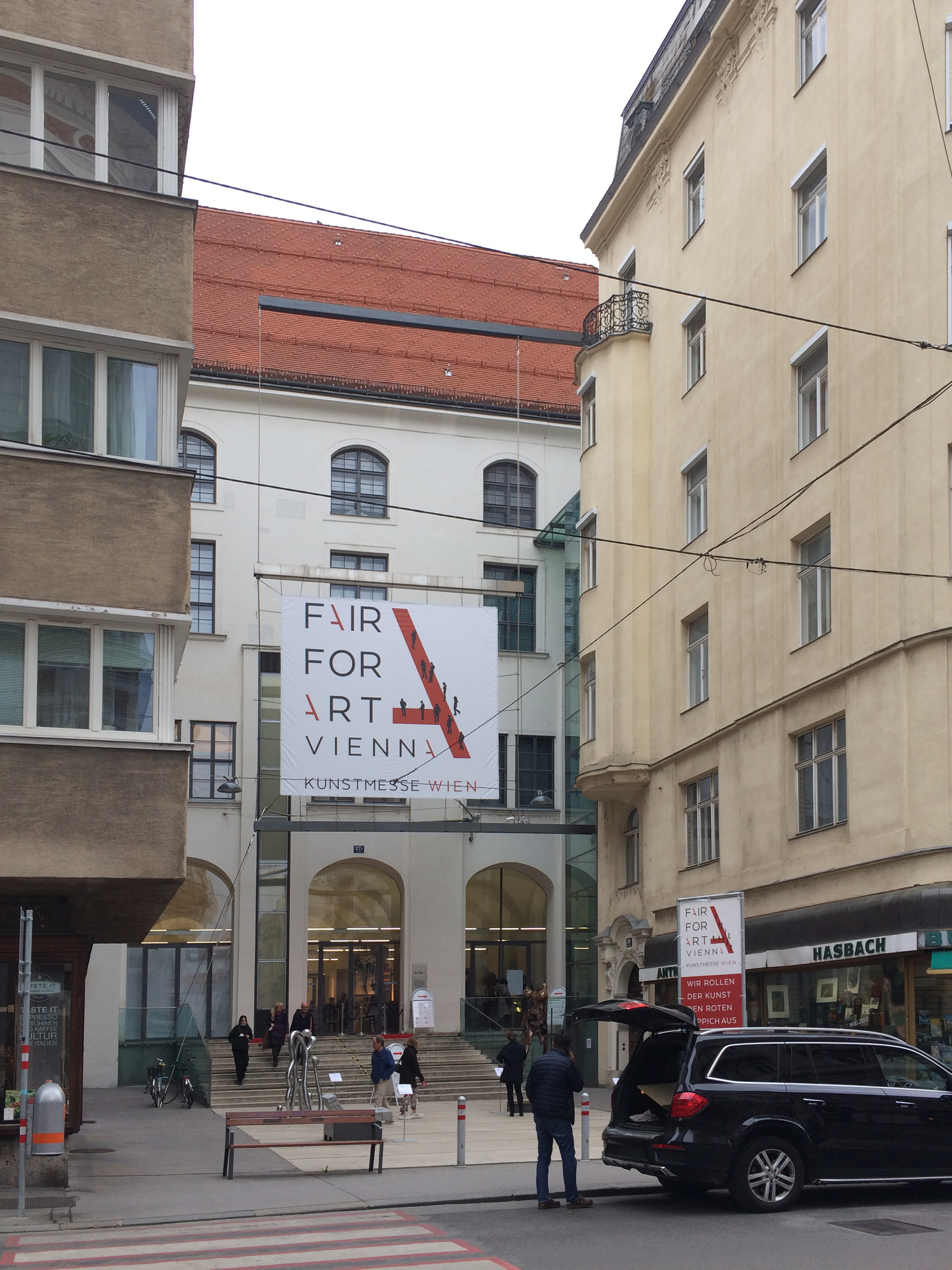
Aula der Wissenschaften, Wien 1.

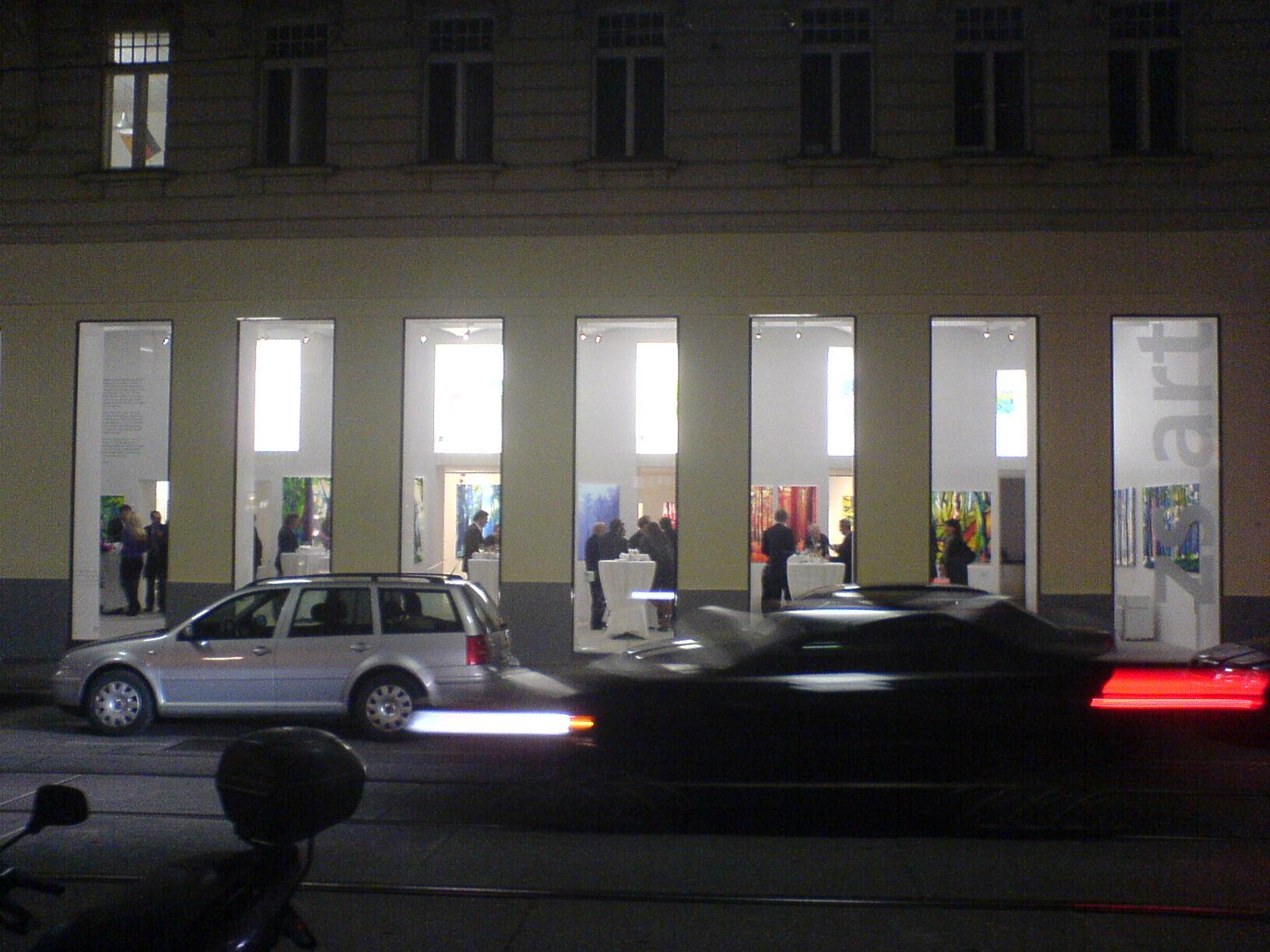
'zs art galerie' in Wien

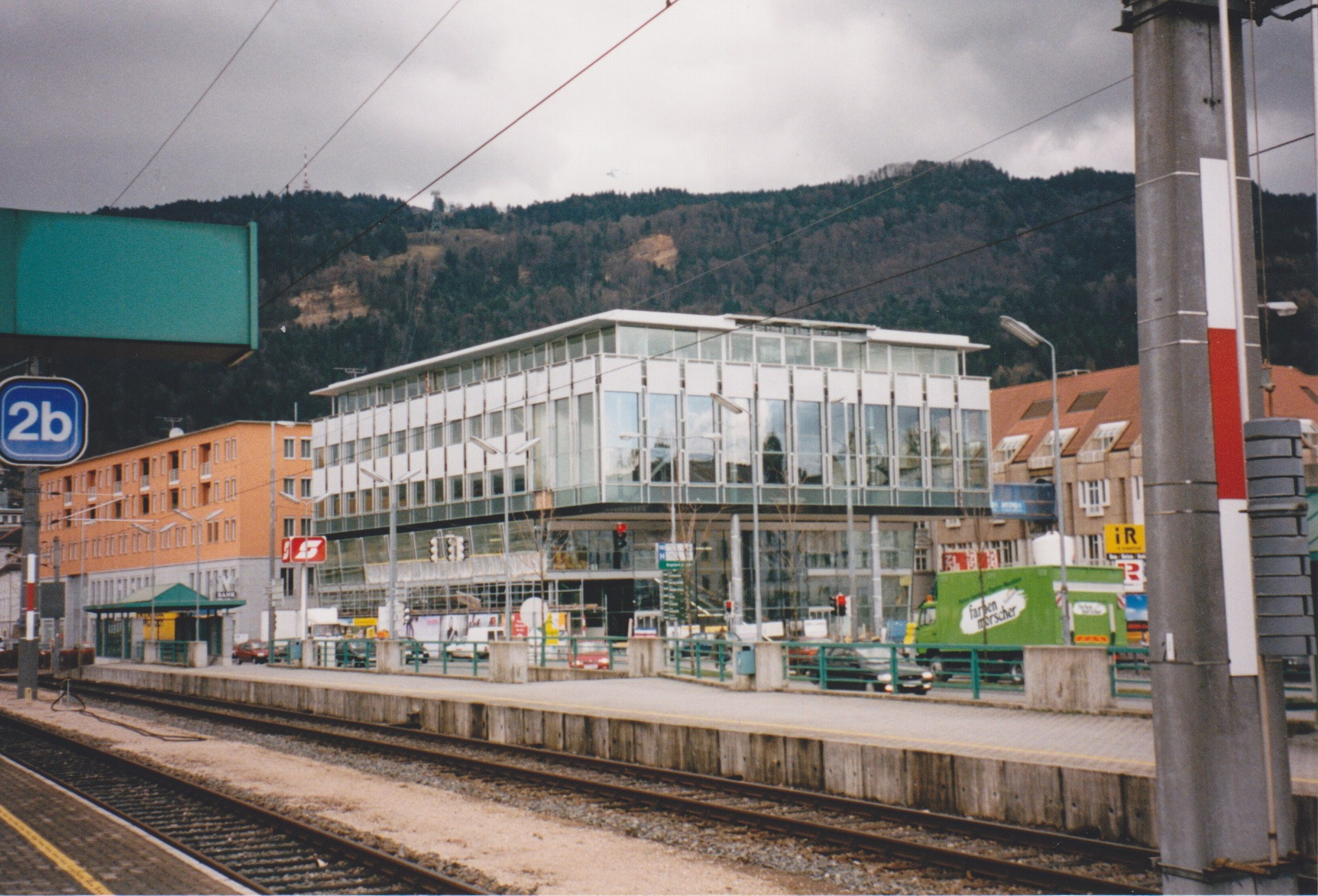
Tourismushaus Bregenz

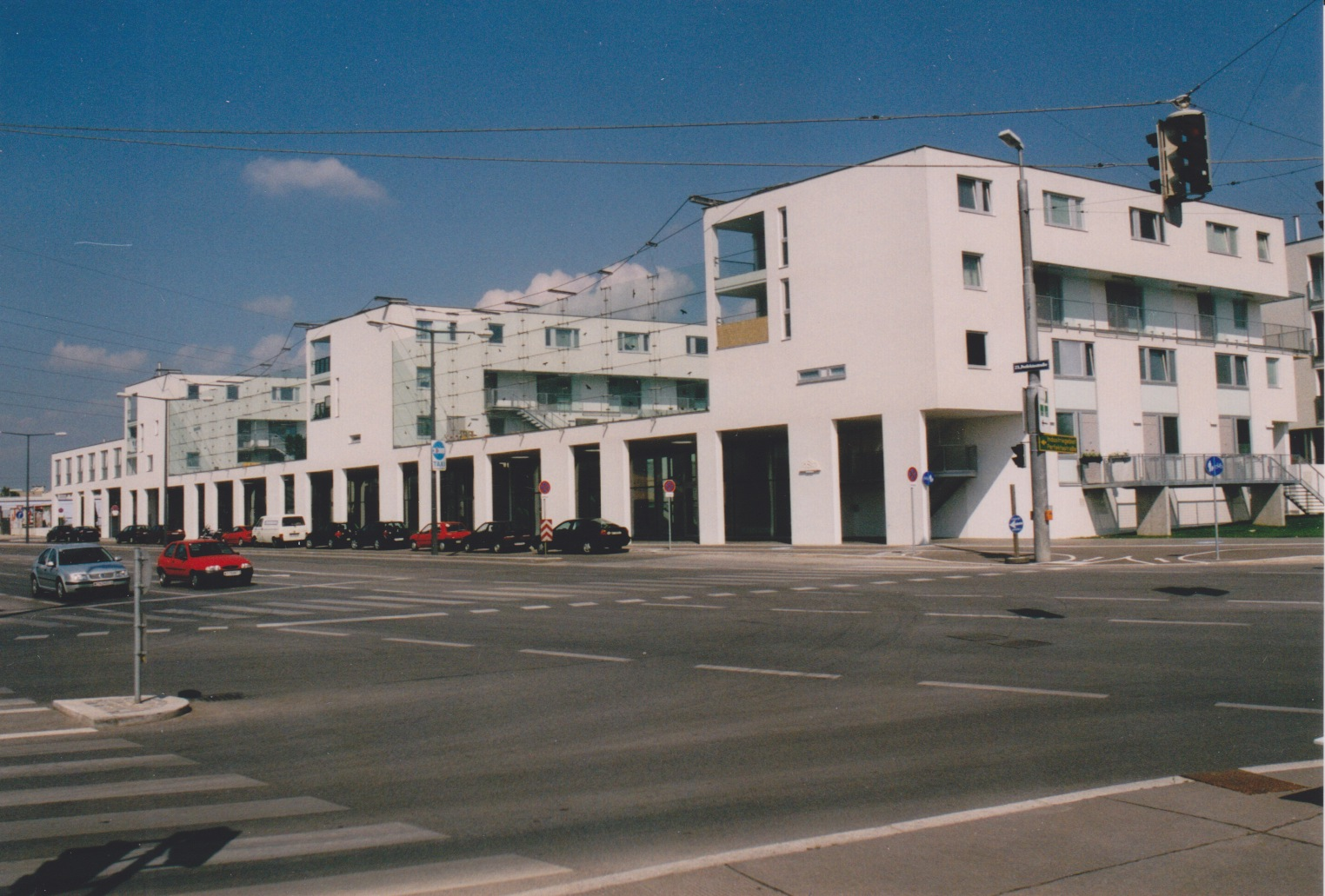
Wohn- und Geschäftshaus Perfektastraße, Wien 23.

### Bauten
- Wohnhaus in Kaltenleutgeben, Niederösterreich (1986)
- Gewerbehof für Haustechnik, Wien-Favoriten (1986–1990)
- Kleinwohnhaus in Ried am Riederberg, Niederösterreich (1987–1988)
- Wohnhaus in Wien Pötzleinsdorf (1988–1990)
- Messestand Fa. Klippon – IFABO und VIET’91 (1991)
- Wohnhaus bei Wiener Neustadt (1992–1993)
- Tourismushaus Bregenz (1995–1998)
- Wohnhaus in Wien Sievering (1995)
- Wohn- und Geschäftshaus Perfektastraße, Wien-Liesing (1996–1999), Bauträger: ÖSW[2]
- redesign DIANA – Generalsanierung IBM-Gebäude, Wien 2. – Kunst am Bau: „Lichtwerk“ von Granular=Synthesis (Kurt Hentschläger, Ulf Langheinrich) (1999–2001)
- Aula der Wissenschaften – Revitalisierung und Generalsanierung Alte Aula, ehemals Akademisches Gymnasium und Jesuitentheater, Bäckerstraße / Wollzeile, Wien 1. (2000–2006)
- ZS art – Umbau eines Geschäftslokals zur Kunstgalerie und Agentur, Wien 7. (2009)[3]

### Wettbewerbe
- 1987–1990: Museumsquartier Messepalast Wien – Internationaler Architektenwettbewerb, mit Ernst Hiesmayr – Preisträger
- 1989: Landeshauptstadt St. Pölten – Internationaler Wettbewerb, mit Ernst Hiesmayr
- 1990: Expo ´95 Wien-Budapest – Internationaler Wettbewerb
- 1991: Multifunktionales Zentrum in Wien-Liesing – Städtebauliches Expertenverfahren – Preisträger
- 1992: Planungsgebiet U6-Perfektastrasse, Wien – Städtebauliches Gutachterverfahren – Preisträger
- 1992: Kulturbezirk St. Pölten – Internationaler Wettbewerb
- 1992: Österreichisches Kulturinstitut New York – Internationaler Wettbewerb
- 1993: In der Wiesen, Wien – Internationales städtebauliches Expertenverfahren – Prämierung
- 1994: Tourismushaus Bregenz – Internationaler Architektenwettbewerb – 1. Preis, realisiert
- 1995: Holocaustdenkmal Berlin – Künstlerischer Wettbewerb, mit Karl Prantl
- 1995: Kirchenweg Hagenbrunn – Künstlerischer Wettbewerb, mit Sepp Dabernig
- 1996: Wohn- und Geschäftshaus Perfektastraße, Wien – Bauträgerwettbewerb – 1. Preis, realisiert
- 1996: Kornmarktplatz Bregenz – Offener Wettbewerb, mit Sepp Dabernig – 2. Preis
- 1997: Baumax Wr. Neustadt – Geladener Wettbewerb
- 1998: Hauptbibliothek Wien – Offener Wettbewerb
- 1999: redesign DIANA – Generalsanierung IBM-Gebäude, Wien 2. – Geladener Wettbewerb – 1. Preis, realisiert
- 2000: Aula der Wissenschaften – Revitalisierung und Generalsanierung Alte Aula, ehemals Akademisches Gymnasium und Jesuitentheater, Bäckerstraße/Wollzeile, Wien 1. – Internationaler Wettbewerb – 1. Preis, realisiert
- 2002: Kornmarktplatz Bregenz – 2. Ideenwettbewerb – 2. Preis
- 2002: Lakeside Softwarepark, Klagenfurt – Offener Wettbewerb – Ankauf
- 2002: Westbahnhof Wien – Offener Wettbewerb
- 2002: Firmengebäude Beiersdorf NIVEA, Wien – Wettbewerb
- 2003: Bürogebäude Fa. Seele, Schörfling/Attersee – Wettbewerb
- 2003: The Nam June Paik Museum Competition, Korea – Internationaler, offener Wettbewerb – Semifinalist
- 2004: Revitalisierung Stift Ossiach – Offener Wettbewerb
- 2004: Jacob-und-Wilhelm-Grimm-Zentrum – Zentrale Universitätsbibliothek der Humboldt-Universität zu Berlin – Internationaler, offener Wettbewerb – Ankauf
- 2005: Freiluftbühne Schloss Grafenegg – Geladener Wettbewerb
- 2005: Musiktheater Linz – Internationaler Wettbewerb
- 2006: Messecarré Nord, Wien – Österreichweiter, offener Wettbewerb – 2. Stufe
- 2006: Gestaltung Mariahilfer Platzl, Wien – Offener Wettbewerb
- 2006: Fachschule Gröbming – EU-weiter, offener Wettbewerb – 2. Stufe
- 2007: ARSENAL WIEN NEU – Ideenwettbewerb – Anerkennungspreis Museum
- 2007: Centro Internacional de Convenciones de la Ciudad de Madrid (CICCM) – Internationaler Wettbewerb
- 2007: Gewerbehof Missindorferstraße, Wien – Geladener, städtebaulicher Wettbewerb
- 2008: Hügellandhalle St. Margarethen a. d. Raab, Steiermark – Wettbewerb
- 2008: Justizzentrum Korneuburg – Baukünstlerischer Wettbewerb
- 2009: Tall Emblem Structure in Za’abeel Park – Dubai City – ThyssenKrupp Elevator Architecture Award
- 2009: Gärtnerunterkunft im Rathauspark, Wien – Wettbewerb
- 2009: Design in Teheran – Benetton Wettbewerb
- 2009: BG/BRG 15, Diefenbachgasse, Wien – Wettbewerb
- 2009: Zentralschule Amstetten – Wettbewerb
- 2010: Zu- und Umbau Schloss Hartberg, Steiermark – Wettbewerb
- 2010: Gestaltung Fußgängerzone Meidlinger Hauptstraße, Wien – EU-weiter, offener Wettbewerb

## Auszeichnungen
- Österreichischer Bauherrenpreis 1986 – Einfamilienwohnhaus in Kaltenleutgeben/NÖ
- Österreichischer Bauherrenpreis 1988 – Atelier und Kleinwohnhaus in Ried/NÖ
- 1991: "Bester Messestand" VIET’91 – „Modulares Messestandsystem für Klippon“
- 1992: Staatspreis in Gold für gewerbliche und industrielle Bauten für „Gewerbehof für Haustechnik“
- 1995: Domico-Baupreis „Metall in der Architektur“ für „Wohnhaus in Wien Sievering“
- 1998: Anerkennungspreis Niederösterreichischer Kulturpreis für Architektur[4]
- 1999: Preis der Stadt Wien für Architektur
- 2001: Nominierung zum Adolf Loos Staatspreis Design mit "desk sharing caddy ds c1"
- 2002: Wiener Stadterneuerungspreis der Landesinnung Baugewerbe Wien für „redesign Diana“ Generalsanierung IBM Österreich-Zentrale
- 2006: Österreichischer Baupreis für „Aula der Wissenschaften“

## Ausstellungen
- 1991: Ausstellung: Internationaler Salon der Architektur, Mailand, „Wien, Architektur - Der Stand der Dinge“ – mit „Wohnhaus in Wien Pötzleinsdorf“:
- 1995: Einzelausstellung „Ideen für Bregenz“, Kornmarkttheater Bregenz/ Katalog
- 1995: Ausstellung im Deutschen Architektur-Museum Frankfurt: „Architektur im 20. Jahrhundert – Österreich“ – mit „Wohnhaus bei Wiener Neustadt“
- 2000: Ausstellung Galerie Göttlicher Krems – „Lichtkonzept Krems“
- 2011: Wettbewerb „Jacob und Wilhelm-Grimm-Zentrum“ – Zentrale Universitätsbibliothek der Humboldt-Universität zu Berlin
- 2013: Ausstellung in der ZS art galerie „in memoriam Rudolf Prohazka , Architekt“